# Parc rural de Lam Tsuen

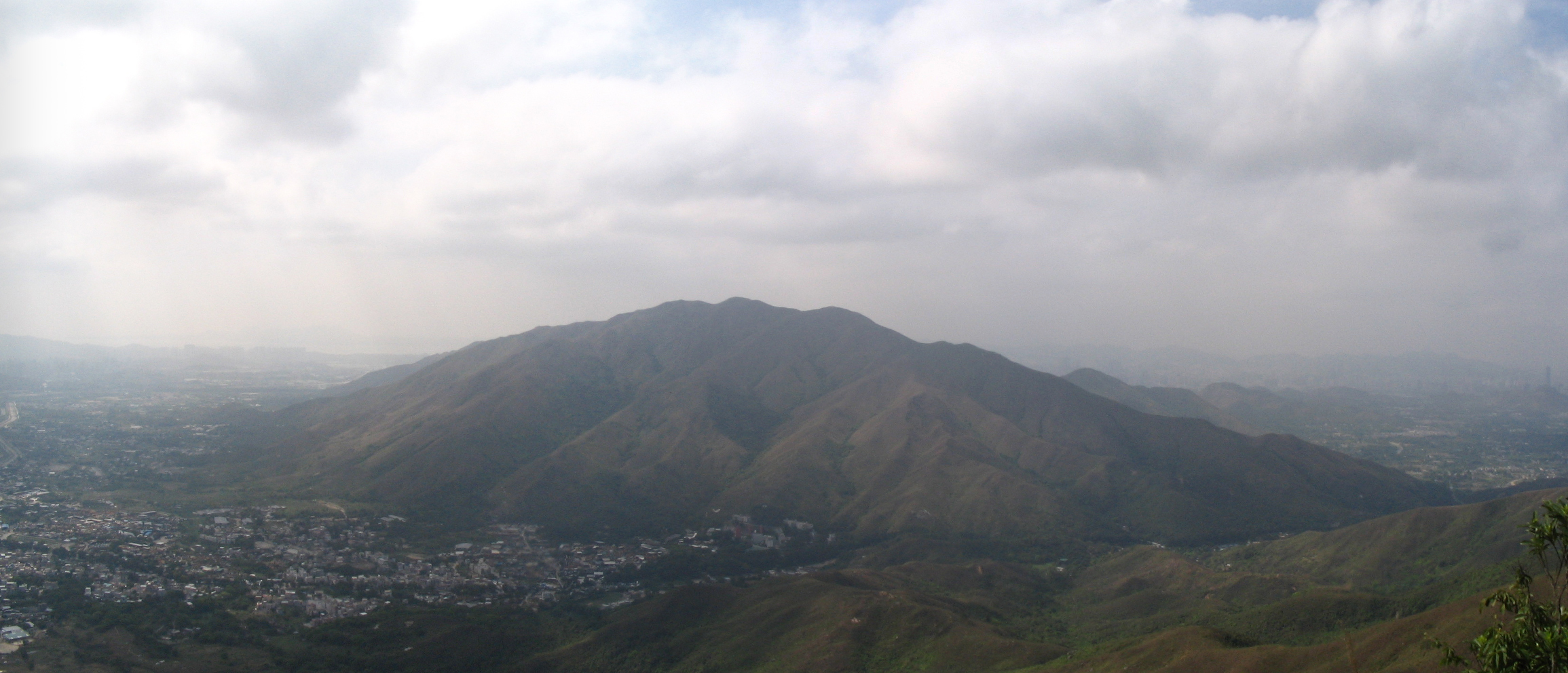
Vue sur le Kai Kung Leng

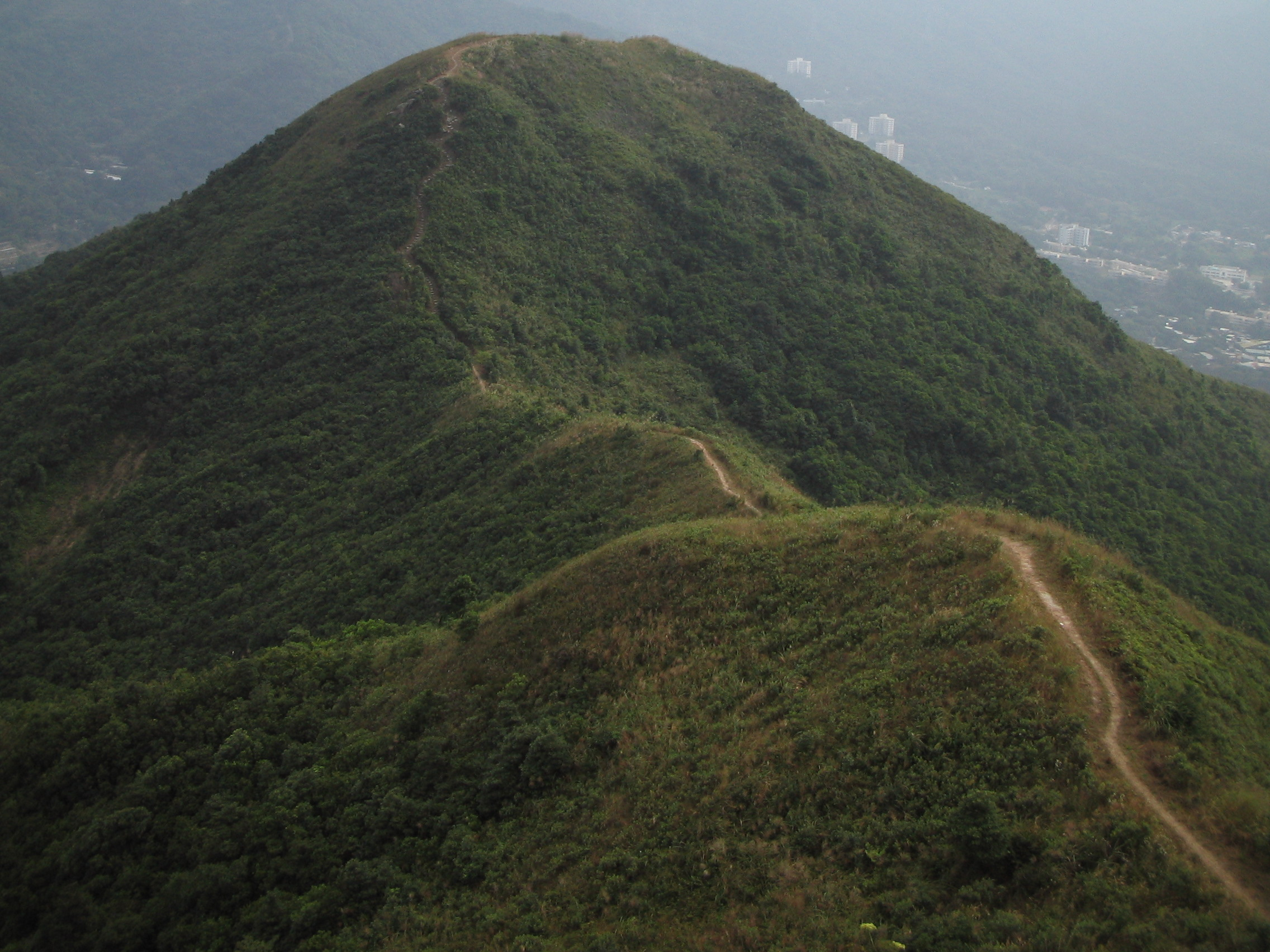
Vue sur le Tai To Yan

Le parc rural de Lam Tsuen (林村郊野公園) est un parc rural de 15,2 km2 situé au nord des Nouveaux Territoires de Hong Kong.
Inauguré en 1979, il s'étend sur des parties des régions de Tai Po, Fanling et Yuen Long. Le parc est divisé en deux parties par la Fan Kam Road, où l'on trouve d'un côté le Tai To Yan (大刀屻) et de l'autre le Kai Kung Leng (雞公嶺).

## Caractéristiques du parc
- Plaine de Yuen Long
- Vallée de Lam Tsuen
- Sam Tin
- Liying School

## Sommets principaux
- Kai Kung Leng (585 m): sommet le plus haut du parc.
- Lo Tin Deng (585 m)
- Tai Lo Tin (572 m)
- Tai To Yan (566 m)
- Pak Tai To Yan (509 m)
- Kai Kung Shan (374 m)